# Powelliphanta spedeni lateumbilicata
Powelliphanta spedeni lateumbilicata es una subespecie de molusco gasterópodo de la familia Rhytididae. 

## Estado de conservación
Está clasificado por el New Zealand Department of Conservation,  como área de distribución restringida.

## Distribución geográfica
Se encuentra en Nueva Zelanda.